# P-270 Moskit
P-270 Moskit (rusko П-270 Москит – komar) je protiladijska raketa Sovjetske in Ruske vojne mornarice. Nosili so jo raketni rušilci razredov Sarič in Fregat-M ter korvete razreda Molnija in ekranoplan Lunj.

## Zgodovina
Raketo 3M-80 "P-270 Moskit" je razvil Oblikovalski biro strojegradnje Raduga iz Dubne pod vodstvom glavnega oblikovalca Igorja Seleznjova.
Trup rakete je narejen iz visokotrdnostnega jekla VKL-3, odpornega na korozijo. Krila, krmilo in dovod zraka so narejeni iz tehnoloških titanovih zlitin OT4 in OT4-1, ki lahko vzdržijo temperaturo do 350 °C. Obloga je iz deformirane titanove zlitine VT-5, ki lahko vzdrži dolgotrajne temperature do 400 °C in ima visoko odpornost na korozijo. Razdelek za gorivo je narejen iz nerjavečega jekla. Nos rakete je trislojni, narejen iz fiberglasa SKAN-E na povezujočem materialu K-9-70, prehodni del pa iz fiberglasa T-10 na istem povezujočem materialu.
V nosu je radarsko prozoren material in bojna glava s samostojnim ciljanjem, za njo pa sistem navigacije in samostojnega upravljanja (avtopilot) z radarskim višinomerom. V repu rakete je dvostopenjski pogonski sistem.
Raketa lahko za ciljanje in popravke trajektorije poleta prejme podatke od bombnikov Tu-95RTS in helikopterjev Ka-25TS (izvidniški sistem MRSC-1 Uspeh) ali od mornariškega satelitskega sistema za izvidnico in določanje ciljev Legenda (v času Sovjetske zveze).
V končnem delu poleta se raketa spusti z višine 20 m na 7 m in za preboj zračne obrambe tarče izvaja "manever kače" z rotacijami do 60° in z obremenitvijo več kot 10 G.
Za Vojno letalstvo Sovjetske zveze je bila razvita različica rakete P-270 Moskit H-41, ki jo nosijo lovci Su-33.
Raketa P-270 Moskit je bila izvožena na Kitajsko, Indijo, Egipt, Vietnam in Iran.